# Charles Houyvet
Charles Houyvet, né le 27 janvier 1826 à Cherbourg et mort 15 juillet 1904 à Caen, est un magistrat et un homme politique français. Il est député du Calvados.

## Biographie
Charles Houyvet est né à Cherbourg le 27 janvier 1826. Il fait ses études de droit à l'université de Caen. Il entre ensuite dans la magistrature comme substitut à Valognes. Il devient ensuite procureur impérial à Vire et Alençon. Il est nommé en 1870 conseiller près la cour d'appel de Caen. Il se rapproche alors des milieux républicaines de la ville
. Il se présente dans la première circonscription du Calvados en 1876 avec le parrainage du maire de Caen Charles-Alfred Bertauld. Il l'emporte face au candidat conservateur Désiré Desloges. En 1877, il est battu par le candidat conservateur Raymond Leforestier de Vendeuvre.
Après sa défaite, il est nommé conseiller près la cour d'appel de Paris. Il revient ensuite à Caen comme président de la cour d'appel.
Il meurt le 15 juillet 1904 à Caen. Ses obsèques sont célébrées dans l'église Saint-Jean de Caen et il est inhumé au cimetière de Vaucelles.

## Distinctions
- Commandeur de la Légion d'honneur (décret du 5 juillet 1887)